# Li Xiongcai
1910年5月15日－2001年12月19
Li Xiongcai (chinois : 黎雄才 ; pinyin : lí xióngcái), né le 15 mai 1910 dans le village de Kengwei (坑尾村) Baitu (zh) Gaoyao, Zhaoqing, province du Guangdong, dans la Chine de la Dynastie Qing, est un peintre chinois.
Il fait partie de l'école de Lingnan (岭南画派 / 嶺南畫派, lǐngnán huàpài) de peinture chinoise traditionnelle, mouvement ayant puisé ses origines dans la province du Guangdong, avec ses trois fondateurs Chao Shao'an (zh) (赵少昂), Guan Shanyue (zh) (关山月), Yang Shanshen (zh) (杨善深).
Fils de Li Tingjun (黎廷俊, lí tíngjùn, 1869 — 1937), également peintre et calligraphe, il étudia à l'atelier Chunshui à Canton (广州/Guangzhou). Cet atelier l'envoya également à l'institut d'art de Tokyo où il étudia de 1932 à 1935.
Il pratique des deux plus grands thèmes de la peinture traditionnelle chinoise que sont les motifs de Shanshui (山水画 / 山水畫, shānshuǐ, « montagne et d'eau »), ainsi que ceux de huaniao (花鸟画 / 花鳥畫, huāniǎo huà, « fleurs et oiseaux »).
En 2013, une de ses peintures nommée 《长青不老松》, cháng qīng bù lǎo sōng « L'aîné des pin verts n'est pas vieux  » a été vendue 89,6 millions de renminbi (yuan chinois), soit environ 10,9 millions d'euros, à Pékin,